# ECOPLUS
特定非営利活動法人ECOPLUS（略称NPO法人エコプラス）は、東京都千代田区鍛冶町に拠点を置く、特定非営利活動法人である。代表理事は高野孝子。
1992年夏にミクロネシア連邦ヤップ島で日本の青少年による2週間にわたる自然体験事業を出発点に、国内外での多彩なプログラムを展開してきた。代表理事・髙野孝子が行ったイヌぞりと人力だけによる北極海横断（1995年）の現場から、極軌道衛星とインターネットを使って世界の子どもたちと交流する「ワールドスクール」活動も、時代を先取りする活動として注目された。

## 拠点
- 主たる事務所：東京都千代田区鍛冶町2丁目5番16号グランフォークス鍛冶町ビル4F
- TAPPO南魚沼やまとくらしの学校事務局：新潟県南魚沼市塩沢1384−１

## 事業内容
- 自然体験活動事業（エコクラブ・ヤップ島プログラム）
- 環境教育事業（ワールドスクールネットワーク WSN）
- 国際交流・異文化理解事業
- 上記の情報提供とコンピューターシステム事業
- 「TAPPO南魚沼やまとくらしの学校」運営

## 沿革
- 1992年（平成4年）- 4月20日 、エコクラブ設立。
- 1994年（平成6年） - ワールドスクールネットワーク WSNの活動を展開。
- 2003年（平成15年）- 6月2日、特定非営利活動法人ECOPLUSを設立。
- 2007年（平成19年） - 「TAPPO南魚沼やまとくらしの学校」の事業を開始。
- 2009年（平成21年） - 7月19日、棚田草刈りアート日本選手権大会開催（南魚沼市栃窪）
- 2010年（平成22年） - 1月15日、農林水産省田園自然再生活動コンクールで「パートナーシップ賞」を受賞。[1]
- 2012年（平成24年）- 11月15日、平成24年度新潟県環境賞を受賞。[2]

## 役員
- 代表理事 高野孝子
- 副理事長 陶山佳久
- 理事（事務局長）大前純一
- 理事 笠原仁子
- 理事 川口大輔
- 理事 田中淳子
- 理事 三吉正芳
- 理事 渡辺道雄
- 監事 小川芳昭